# Erika Cremer
Erika Cremer (Monaco di Baviera, 20 maggio 1900 – Innsbruck, 21 settembre 1996) è stata una fisica e chimica tedesca, considerata uno dei più importanti personaggi del ramo della gascromatografia, tecnica da lei concepita nel 1944.

## Biografia
Nel 1927 ottenne il dottorato in fisica presso l'Università di Berlino, e nel 1938 ottenne l'abilitazione alla docenza universitaria, professione tuttavia vietata di essere esercitata dal sesso femminile dalla legge nazista attiva al tempo. Ottenne un posto come docente presso l'Università di Innsbruck nel 1940, quando molti professori di sesso maschile furono chiamati alle armi e lasciarono la cattedra. Qui concepì la tecnica della gascromatografia e realizzò il primo strumento, ma, a causa della guerra e la conseguente scarsità di attrezzature, la sua ricerca rimase in stallo fino a che il dottorando e suo studente Fritz Prior scelse l'argomento come tesi e continuò, con lei, le sperimentazioni in un laboratorio di una scuola superiore dove lui insegnava.
Nel 1947 la sperimentazione e la tesi furono completate e discusse "dimostrando la messa a punto di un nuovo metodo strumentale di analisi qualitativa e quantitativa per gas e vapori", quindi, nel 1951, Cremer venne nominata direttrice del Physical Chemistry Institute di Innsbruck.
Nel 1941 i ricercatori britannici Archer Martin e Richard Laurence Millington Synge  pubblicarono il primo articolo con cui teorizzavano le basi di più tecniche di cromatografia di ripartizione. 
Grazie a tale pubblicazione, unitamente alla successiva del 1944 con la quale realizzarono una di queste tecniche (precisamente la cromatografia su carta) furono insigniti del Nobel per la Chimica nel 1952, dopo la conferma della loro intuizione ad opera di altri gruppi di ricerca nel 1950-1951 (quando fu realizzata la prima gascromatografia).
In realtà la messa a punto della prima strumentazione basata su gascromatografia era già stata realizzata nel 1947 dalla Cremer, ma forse (a causa del difficile periodo storico con la conseguente scarsa diffusione delle ricerche scientifiche) non ne erano a conoscenza.
Nel discorso di consegna del premio Nobel per la Chimica a Martin e Synge furono ricordati gli altri ricercatori che contribuirono nel corso degli anni alla cromatografia di partizione ma la Cremer non fu menzionata.
Cremer si ritirò dalle attività di ricerca nel 1971.